# Metameria

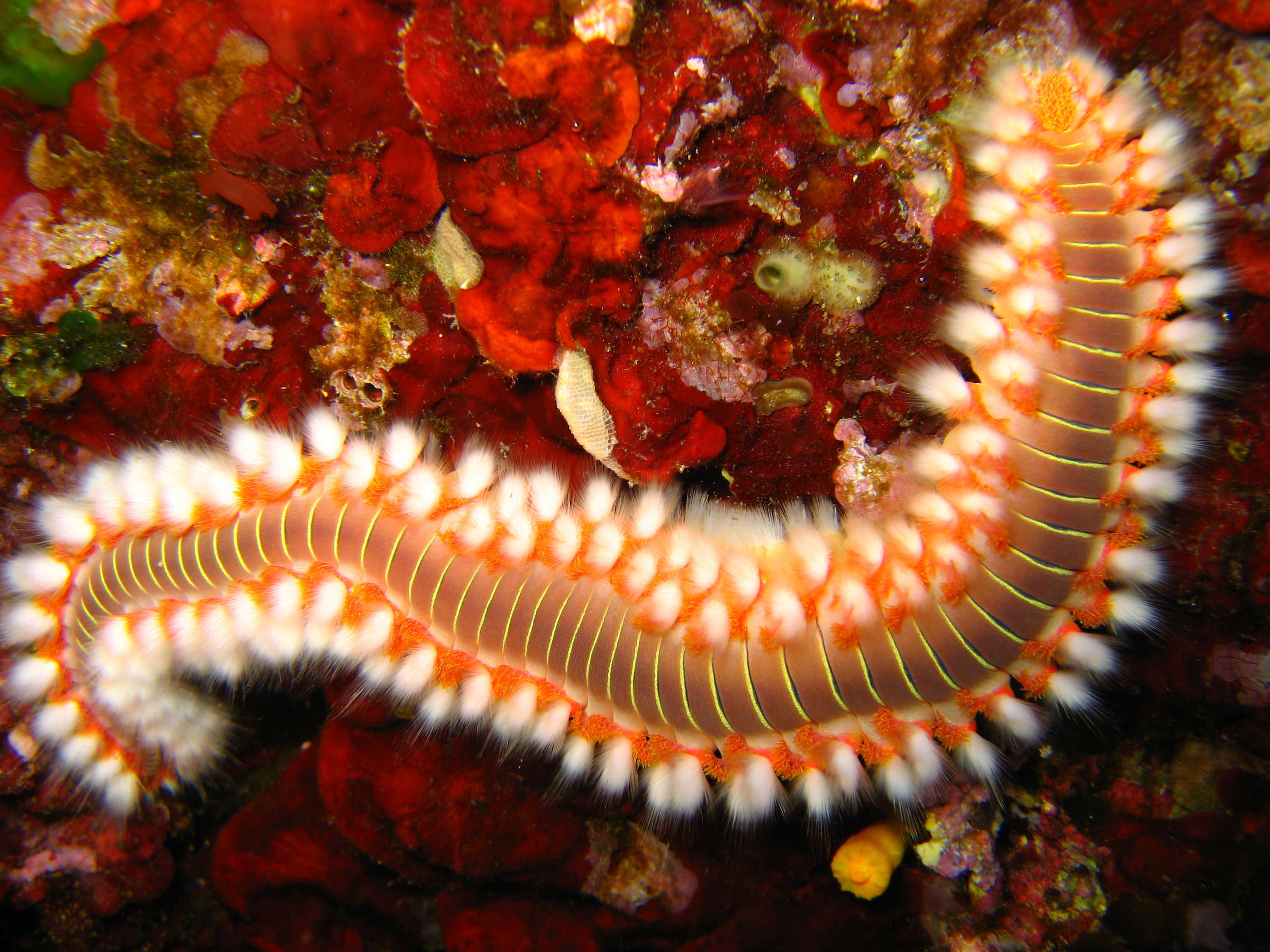
Metameria omonoma di un Anellide

La metamerìa è una tendenza evolutiva tipica delle principali linee filetiche degli eucelomati, caratterizzata dalla suddivisione seriale del corpo o delle sue parti secondo la sua lunghezza in una serie di elementi serializzati, ognuno dei quali può essere denominato, a seconda del contesto e della parte del segmento, metamero, mesomero o somite. Lo sviluppo viene regolato da particolari  sequenze di DNA che dirigono i geni coinvolti nella regolazione delle procedure di sviluppo o morfogenesi nei viventi.
Essa è particolarmente evidente durante le fasi di sviluppo embrionale, quando i metameri si formano l'uno dopo l'altro. Allontanandosi dal capo, i segmenti risultano essere di formazione più recente. Gli animali non metamerici presentano un accrescimento localizzato in regioni limitate del corpo, nelle quali avviene una produzione di cellule che permettono al corpo di allungarsi. Ad esempio, nei platelminti, non metamerici, l'estremità posteriore è la parte del corpo meno recente, mentre la zona postcefalica è quella originatasi per ultima.

## Genetica ed ontogenesi
Le strutture mesodermiche come gli organi escretori, le cavità celomatiche, si ripetono a differenza di quelle endo ed ectodermiche grazie a particolari geni omeotici, che hanno la caratteristica di far ripetere lo stesso programma genetico più volte.

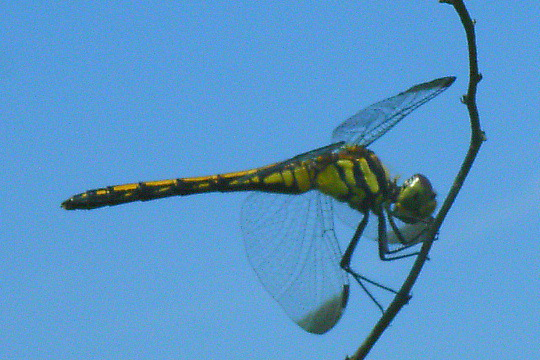
Metameria eteronoma di una Libellula

In molti casi si assiste anche alla replica metamerica di gangli e complessi del sistema nervoso, questo di origine ectodermica. In molti Anellidi ed Artropodi la metameria è evidente poiché i metameri sono demarcati da solchi esterni che circondano il corpo. Internamente parti dei principali sistemi ed apparati organici si ripetono in ogni metamero. Nei Molluschi, separatisi precocemente dai due phyla citati, residui di metameria si rinvengono in classi piuttosto primitive, come i Poliplacofori ed i Monoplacofori, mentre nei tipi più evoluti non permangono residui visibili.
Nei cordati, la metameria si manifesta internamente, soprattutto come modalità di accrescimento embrionale. Ne danno conferma caratteristiche anatomiche seriali come le vertebre, i miomeri dei pesci, i tubuli renali eccetera. Questi sono esempi cospicui di organismi che hanno metameri intimamente raggruppati in tagmata. Nei cordati, i metameri di ciascun tagma sono fusi a tal punto che poche caratteristiche ripetitive sono direttamente visibili esteriormente. Queste strutture si ripetono numericamente negli animali e si definiscono omologie seriali. Pur essendo di chiara origine metamerica, solo in alcuni casi si mantengono piuttosto uniformi. Indagini accurate  discernono la metameria nei tagmata di tali organismi. Esempi evidenti di vestigiali strutture metameriche includono archi branchiali e nervi. La muscolatura retta dell'addome, la colonna vertebrale umana, e altro ancora evidenziano una derivazione metamerica.
Clock e modello wavefront sono modelli utilizzati per descrivere la temporizzazione in un modello a fronte d'onda; vengono usati per descrivere il processo di somitogenesi nei vertebrati, il processo mediante il quale si formano i somiti, blocchi di mesoderma che danno luogo a una varietà di  tessuti connettivi. Il modello descrive la scissione dei somiti del mesoderma parassiale come risultato dell'espressione oscillante di particolari proteine e i loro gradienti.

## Filogenesi

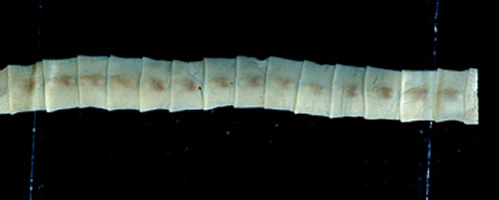
Strobilo di una tenia (Cestoda): la metameria è assente ma la segmentazione del corpo, costituito dalle proglottidi, ne simula l'aspetto

La metameria si è evoluta indipendentemente almeno due volte: nei Protostomi e nei Deuterostomi. Poiché la metameria relativamente uniforme degli Anellidi è probabilmente simile alla condizione metamerica ancestrale (metameria omonoma), le ipotesi riguardanti l'origine della metameria concentrano spesso l'attenzione sull'organizzazione del corpo di tale phylum. Inoltre, poiché la maggior parte degli Anellidi ha un celoma segmentato ben sviluppato, le ipotesi riguardanti l'origine della metameria e quelle riguardanti l'origine del celoma sono spesso intrecciate.
Nell'ambito di quegli animali a metameria evidente, si usa distinguere dalla metameria omonoma la metameria eteronoma, tipica degli Artropodi che hanno metameri strutturalmente differenziati. Inoltre, nella metameria omonoma si usano distinguere gli organismi olometameri che hanno i loro somiti pressoché uguali con l'esclusione dei due terminali, mentre tra gli eteronomi si evidenziano gli eterometameri che hanno i loro segmenti riuniti in tagmi differenti l'uno dall'altro.
Una pseudo-metameria originatasi per convergenza evolutiva la ritroviamo in alcuni animali non celomati: ghiandole vitellarie in alcuni Turbellari e nella cuticola dei Chinorinchi, segmentata solo superficialmente.